# 剛之威號

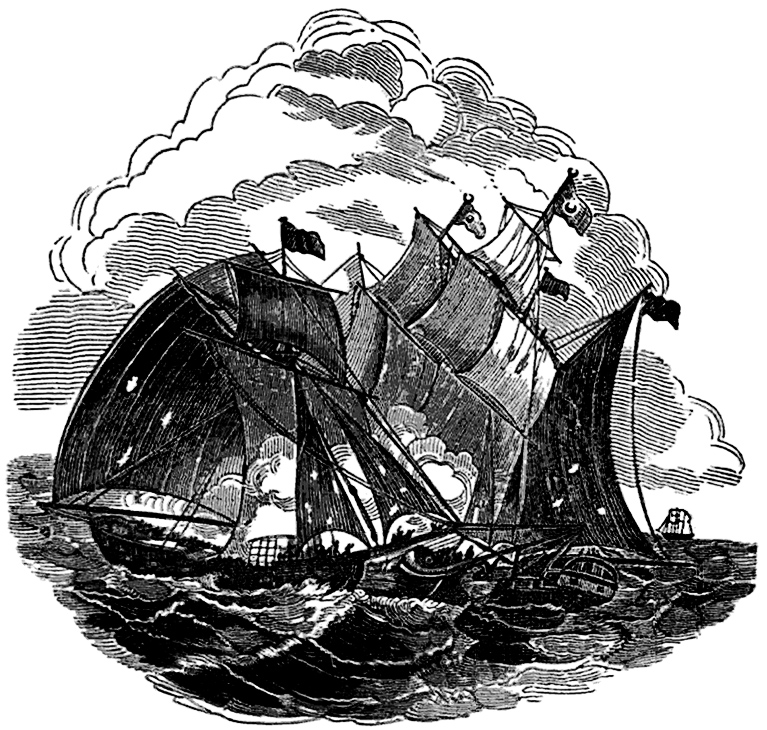
剛之威號遭到劫掠的場景

剛之威號是一艘莫卧儿帝国持有的達烏船。該船是瑪麗亞姆·薩曼尼下令建造的。1695年9月7日，該船被英国海盗亨利·埃弗里劫持  （pp. 186–187），並且奪走了船上大约50万枚金币和银币以及大量镶有宝石的饰品、银杯。
由於不滿剛之威號被劫掠，莫卧儿帝國皇帝奥朗则布拒絕向英國開放孟买、苏拉特、布罗奇、阿格拉和艾哈迈达巴德這5個港口，除非英國方面逮捕或處決亨利·埃弗里。為了希望莫臥兒帝國開放港口，英国东印度公司表示願意全額賠償莫臥兒帝國。